# Barză orientală
Barza orientală (Ciconia boyciana) este o specie de pasăre din familia Ciconiidae și din genul Ciconia. Este strâns legată și seamănă cu barza albă europeană (C. ciconia), anterior fiind tratată ca o subspecie a acesteia.

## Descriere

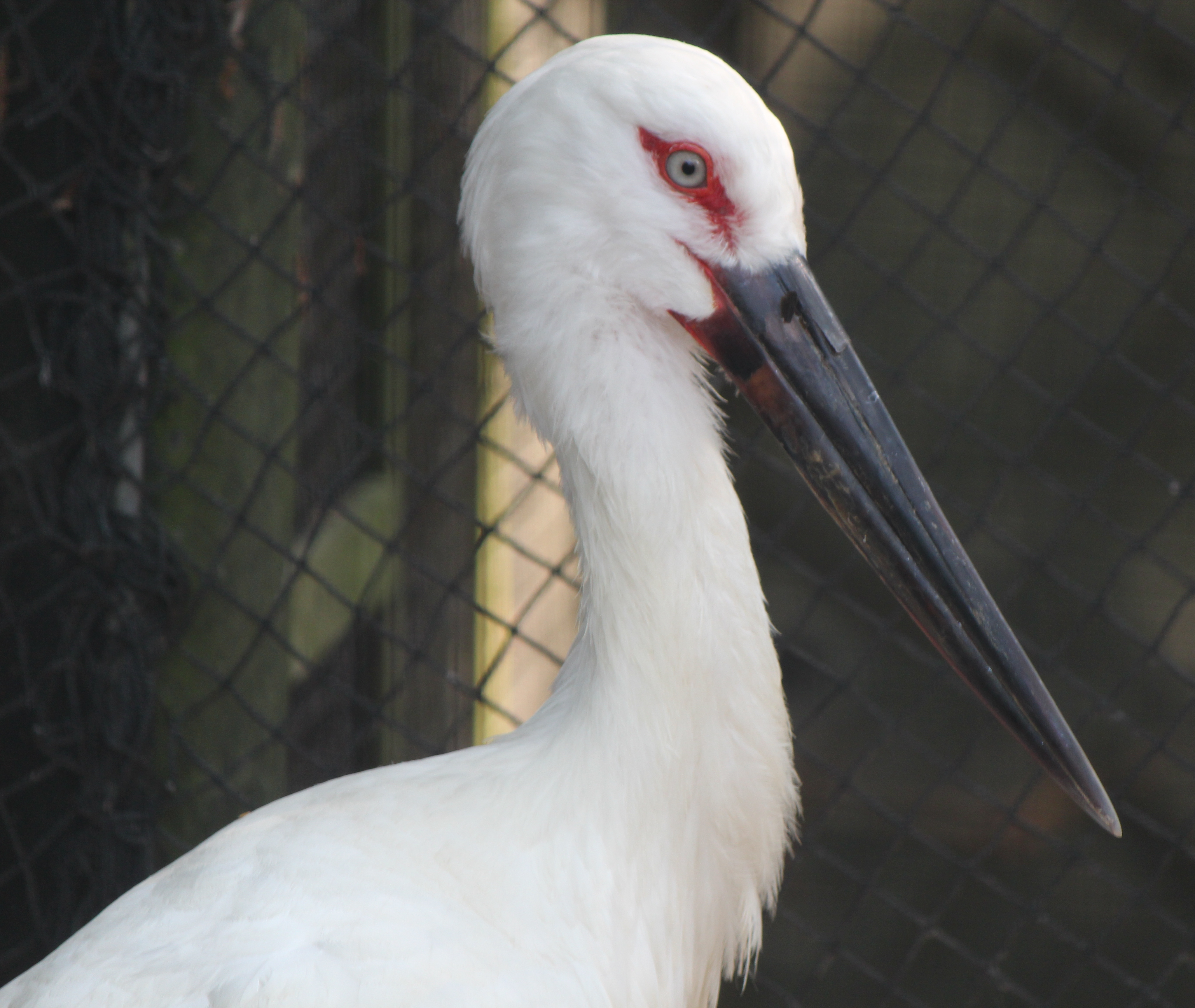
Ciconia boyciana

De obicei este mai mare decât barza albă, având 100-129 cm lungime, 110-150 cm înălțime, o greutate de 2,8-5,9 kg și o anvergură a aripilor de 2,22 m. Spre deosebire de vara sa mai larg răspândită, barza orientală are pielea de culoare roșie în jurul ochiului, cu un iris albicios și cioc negru. Ambele sexe sunt similare, femela fiind puțin mai mică decât masculul. Puii sunt albi cu ciocuri portocalii.

## Distribuție și habitat
Barza orientală este o pasăre din regiunea palearctică, trăind în 11 până la 100 de localități într-o zonă de 940.000 km2. Cuibărește în Extremul Orient rus și în zonele adiacente din Manciuria Chinei, și anume Rezervația Naturală Națională Nao-li-che din provincia Heilongjiang. Poate trăi și în Mongolia în lunile mai calde.
Este o pasăre migratoare. Iarnă, zboară în partea de jos a râului Yangtze, sau în sudul Chinei. Un număr mic de indivizi petrec partea rece a anului în Peninsula Coreeană sau în Japonia. Berzele orientale trăiesc în apropierea zonelor umede, unde pot locui în mai multe habitate. Preferă pajiștile umede, dar trăiesc și pe plaje sau în zone agricole (în Japonia și Coreea au fost descoperite în câmpurile de orez).

## Hrană și comportament

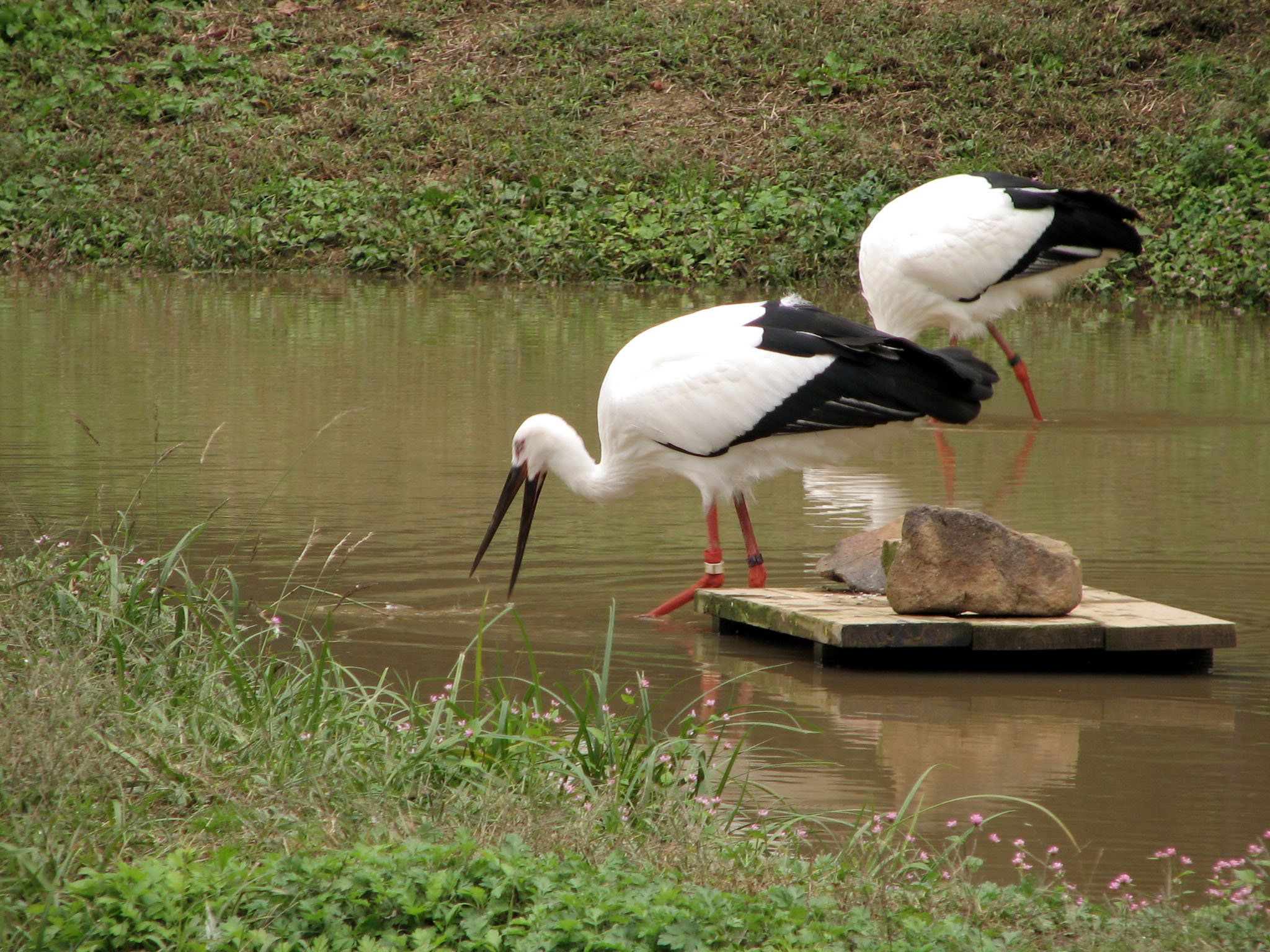
Grup de berze orientale, Japonia

Barza orientală este o pasăre solitară, cu excepția perioadei de reproducere. Îi place să pătrundă în mlaștini, marginile iazurilor, plajele de coastă și alte zone umede. Păsările cuibăresc în colonii  și construiesc cuiburi în copaci înalți, cum ar fi pinul, stejarul sau ienupărul, mai rar pe structuri artificiale. Tolerează frigul mai bine decât ruda sa, barza albă, posibil datorită dimensiunilor sale mai mari.
Se hrănește cu pești, broaște, șerpi, păsări mici și nevertebrate (crabi, insecte) dar și rozătoare.

### Reproducere
Femela depune de obicei între două și șase ouă. După reproducere, berzele migrează în estul Chinei în septembrie și se întorc în martie.